# Gesellschaft für Virologie
Die Gesellschaft für Virologie e. V. (GfV; auch Deutsche Gesellschaft für Virologie) ist eine Fachgesellschaft für alle virologischen Fachgebiete in Deutschland, Österreich und der Schweiz, mit Sitz in Erlangen.
Sie wurde 1990 gegründet, nachdem führende Virologen ihre Interessen und die Aufgaben des Faches Virologie nicht mehr in der Deutschen Gesellschaft für Hygiene und Mikrobiologie (DGHM) vertreten sahen. Der Schwerpunkt lag ursprünglich im Bereich der virologischen Grundlagenforschung, Virusgenetik und molekularen Virologie; später vertrat sie auch auf Jahrestagungen gleichberechtigt die Medizinische Virologie, virologische Infektiologie, Immunologie und Pflanzenvirologie. Sie ist mittlerweile die größte virologische Fachgesellschaft in Europa.

## Gründung
Aufgrund der ansteigenden Bedeutung der Virusinfektionen und der virologischen Forschung in den 1960er und 1970er Jahren, was sich auch in der Gründung eigener rein virologischer Lehrstühle und Berufung von Ordinarien für Virologie in Deutschland niederschlug (1964 Gießen Veterinärmedizin, 1966 Gießen Institut für Medizinische Virologie, 1967 Heidelberg Institut für Medizinische Virologie, 1975 FU Berlin Institut für Klinische und Experimentelle Virologie, 1978 FU Berlin Veterinärvirologie u. a.), war die Virologie in der DGHM als mikrobiologischer Fachgesellschaft nicht ausreichend vertreten. Es kam im Jahr 1977 per Satzungsänderung zu einer Aufgliederung der DGHM in vier Sektionen, wobei die Virologie die Sektion IV bildete; der erste Vorsitzende dieser Sektion wurde Rudolf Rott (Gießen). Die virologische Sektion organisierte eigene Vortragsveranstaltungen während der jährlichen DGHM-Tagungen, und unabhängig davon eigene virologische Symposien. Neben der DVV als virologische Fachgesellschaft mit Schwerpunkt öffentliches Gesundheitswesen (vormals Deutsche Gesellschaft zur Bekämpfung der Kinderlähmung) gab es keine institutionelle Vertretung der Virologen in Deutschland. Nachdem sich 1981 aus ähnlichen Gründen bereits in den USA die Virologen in der American Society for Virology unabhängig machten, wurde die Frage nach einer eigenen deutschen Fachgesellschaft in den 1980er Jahren dringender. Auch begann sich die DGHM in diesen Jahren auf klinische Fragen, bakteriologische Forschung und Hygiene zu konzentrieren; wohingegen die molekulare Forschung und internationale Anbindung des Faches aus Sicht der Virologen unberücksichtigt blieben.
Am 9. Juli 1990 erfolgte die Gründung der GfV in Nürnberg. Bei der Gründungsversammlung waren 67 Vertreter namhafter virologischer Forschungseinrichtungen anwesend, darunter auch Virologen aus der Schweiz, Österreich und der noch bestehenden DDR. Die Gesellschaft wurde daher bewusst im Gegensatz zur DGHM nicht als deutsche, sondern als deutschsprachige Gesellschaft gegründet. Gründungspräsident war Bernhard Fleckenstein (Erlangen). Neben einem Vorstand bestehend aus Bernhard Fleckenstein, Otto Haller (Freiburg), Leopold Döhner (Greifswald), Nikolaus Müller-Lantzsch (Homburg/Saar) und Rüdiger Braun (Wuppertal) wurde ein Beirat aus acht Personen gewählt: Walter Dörfler (Köln), Hans Joachim Eggers (Köln), Peter Hans Hofschneider (Martinsried), Hans-Dieter Klenk (Marburg), Rudolf Rott (Gießen), Jochen Süss (Potsdam), Hildegard Willers (Hannover) und Harald zur Hausen (Heidelberg). Dem Beirat gehörten auch die Vorsitzenden der sieben ständigen Arbeitskommissionen der GfV an: Forschung und wissenschaftlicher Nachwuchs (Volker ter Meulen, Göttingen), Lehre, Fortbildung und Weiterbildung (Reiner Thomssen, Göttingen), Diagnostik (Christian Kunz, Wien), Immunisierung (Günther Maass, Münster), Virussicherheit (Wolfram H. Gerlich, Gießen), Chemotherapie (Hans Wilhelm Doerr, Frankfurt), Redaktionsausschuss (Herbert Pfister, Erlangen). Bis 1994 stieg die Mitgliederzahl auf etwa 640 an. Bereits 1991 löste die DGHM die Sektion IV (Virologie) auf.

## Aufgaben
Zweck der Fachgesellschaft ist die Vertretung der gesamten Virologie in Medizin, Veterinärmedizin und Pflanzenbiologie.
Die GfV fördert die Aus- und Weiterbildung von Nachwuchswissenschaftlern, das virologische Publikationswesen und die akademische Ausbildung. Mit derzeit mehr als 1.300 Mitgliedern ist die GfV die größte virologische Fachgesellschaft in Europa. Mit zahlreichen Kommissionen, Leitlinien und Stellungnahmen ist sie der maßgebende Ansprechpartner für Forschung, Gesundheitswesen und Politik. Sie vertritt die Virologie gegenüber der Deutschen Forschungsgemeinschaft.
Seit 1991 organisiert die GfV die sogenannte Frühjahrstagung als Haupttagung der Gesellschaft, deren Verhandlungen auf Englisch geführt werden. Daneben organisiert die GfV vielfältige Fachtagungen zu speziellen Gebieten und Fragestellungen der Virologie. Sie arbeitet sehr eng mit der Deutschen Vereinigung zur Bekämpfung der Viruskrankheiten e. V. (DVV) als institutionelle Gesellschaft in Deutschland zusammen. Die GfV verleiht jährlich den renommierten Loeffler-Frosch-Preis für herausragende Forschungsarbeiten in der Virologie und seit 2006 die Loeffler-Frosch-Medaille an herausragende Persönlichkeiten der deutschsprachigen Virologie.
Die Präsidenten waren Hans-Dieter Klenk, Otto Haller, Bernhard Fleckenstein, Thomas Mertens, Hartmut Hengel und Ralf Bartenschlager. Derzeitiger Präsident ist Ulf Dittmer (Düsseldorf).

## Mitgliedschaft in Dachorganisationen
Die GfV ist Mitglied der Arbeitsgemeinschaft der Wissenschaftlichen Medizinischen Fachgesellschaften, des Deutschen Nationalkomitee Biologie, das die Interessen der Biowissenschaftler in den internationalen Organisationen vertritt, sowie der International Union of Microbiological Societies. Die Gesellschaft ist Mitglied im VBIO – Verband Biologie, Biowissenschaften und Biomedizin in Deutschland, der sich für die Biowissenschaften in Deutschland einsetzt.